# 12. Streichquartett (Beethoven)

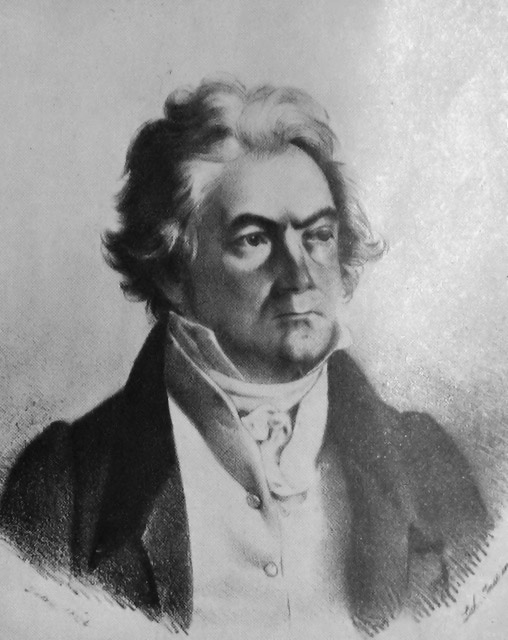
Beethoven-Porträt von Johann Decker aus dem Jahr 1824.

Das Streichquartett Nr. 12 Es Dur op. 127 ist ein Streichquartett von Ludwig van Beethoven.

## Entstehung
Beethoven begann mit der Komposition des Quartetts bereits im Mai 1824, 14 Jahre nach dem Vorgängerwerk, dem Streichquartett Nr. 11 f-Moll op. 95. Damit eröffnet das Streichquartett Nr. 12 die Reihe der „späten Quartette“ Beethovens, die direkt hintereinander in den Jahren 1824 bis 1826 entstanden.
In den zwölf Jahren zuvor hatte Beethoven sich aus dem öffentlichen Leben zurückgezogen und auch keine Konzerte mehr gegeben. So manche seiner Gönner und Freunde waren in dieser Zeit gestorben, und hinzu kam, dass 1814 der Palast von Beethovens adeligem Gönner Andrei Kirillowitsch Rasumowski abgebrannt war, womit Beethoven einen bedeutenden Aufführungsort verlor, zumal dort vor allem das berühmte Schuppanzigh-Quartett, dem Beethoven nahestand, seine Konzerte gegeben hatte. Beethoven beschrieb seinen Zustand dem Freund Amenda folgendermaßen „… ich kann sagen, ich lebe beynahe allein in dieser größten Stadt Deutschlands“. In den Jahren 1816 und 1817 – der Publikumsgeschmack war inzwischen auf den italienischen Opernkomponisten Gioachino Rossini eingeschwenkt – hatte Beethoven kaum große Werke komponiert und während dieser Zeit dem Herausgeber der Allgemeinen musikalischen Zeitung, Johann Friedrich Rochlitz, geschrieben: „Seit einiger Zeit bring’ ich mich nicht mehr leicht zum Schreiben. Ich sitze und sinne und sinne; ich hab’s lange; aber es will nicht aufs Papier. Es graut mir vorm Anfang so großer Werke. Bin ich drin, da geht’s wohl.“
Die musikinteressierte Öffentlichkeit ging davon aus, dass Beethoven sich bereits, wie sein Sekretär Anton Schindler es nannte, „ausgeschrieben“ habe. Trotz der im Jahre 1821 veröffentlichten Klaviersonate Nr. 29 B-Dur op. 106 (der „Hammerklavier-Sonate“) schrieb die Allgemeine musikalische Zeitung: „Für größere Arbeiten scheint er gänzlich abgestumpft zu sein“. Neben op. 106 arbeitete Beethoven zu dieser Zeit an der Klaviersonate Nr. 30 op. 109 E-Dur, der Missa solemnis und den Diabelli-Variationen.
In der Gattung des Quartetts entstand lediglich ein einzelner Quartettsatz für den britischen Schriftsteller Richard Ford. Dieser Satz wurde erst 1999 entdeckt und am 8. Dezember desselben Jahres bei Sotheby’s angeboten.
Eine weitere wichtige Rolle spielte Beethovens durch Otosklerose ausgelöste Taubheit, die etwa in Beethovens 30. Lebensjahr (also um das Jahr 1800) begann, und sich stetig verschlimmerte. Da die von Beethoven verwendeten Hörrohre von schlechter Qualität waren, mussten seine Mitmenschen irgendwann schreien, um mit ihm zu kommunizieren, bis ab dem Jahr 1818 der Gebrauch der Konversationshefte unumgänglich wurde, in die Beethovens Gesprächspartner ihre Mitteilungen an den Komponisten eintrugen.

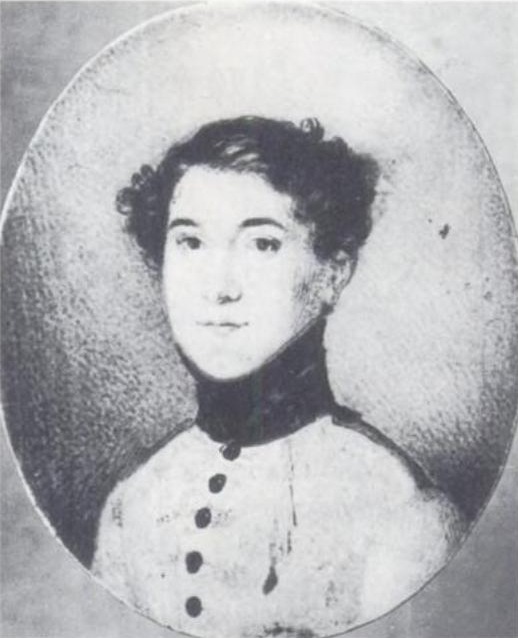
Anonyme Miniatur von Beethovens Neffen Karl van Beethoven.

Zusätzlich wurde der Komponist von dem Sorgerechtsprozess um seinen Neffen Karl in Anspruch genommen. Karl war der Sohn von Beethovens 1815 verstorbenem Bruder Kaspar Karl. Nach dessen Tod kämpfte Beethoven um das Sorgerecht, da Karls Mutter Johanna van Beethoven nach Meinung des Komponisten ein unmoralisches Leben führte und von ihm mit der „Königin der Nacht“ aus Wolfgang Amadeus Mozarts Oper Die Zauberflöte verglichen wurde. Um 1820 trug Beethovens Sieg im Sorgerechtsprozess zu einer Besserung seiner persönlichen Situation bei; zudem hatte er sich einen neuen Freundeskreis aufgebaut, der, im Gegensatz zu früher, nicht mehr adeliger, sondern bürgerlicher Herkunft war.
So reiften im Jahr 1822 erste konkrete Überlegungen zu einem neuen Quartett, nachdem Beethoven bereits einige Jahre zuvor den Wunsch geäußert hatte, wieder in dieser Gattung zu komponieren. Beethovens Freund Ignaz Schuppanzigh, der das Schuppanzigh-Quartett leitete und vom Komponisten mit dem Spitznamen „Milord Falstaf“ bedacht wurde, bot nach seiner Rückkehr aus Russland Beethoven seine Hilfe an: „Auf dem Lande werde ich ihn besuchen, da wollen wir zusammen ein neues Quartett komponieren“; Beethoven lehnte dieses Angebot allerdings ab.
Im Mai 1822 wurde Beethoven von dem Leipziger Verleger Carl Friedrich Peters um die Komposition einiger Quartette gebeten. Doch das Geschäft platzte, als Beethoven das Quartett, das später sein op. 127 werden sollte, als „noch nicht ganz vollendet“ bezeichnete, obwohl er noch nicht über die Planung hinausgekommen war, sowie zu hohe Honorarforderungen stellte. Es stünden, so der Verleger Peters, ohnehin Kompositionen von Louis Spohr, Andreas Romberg und Pierre Rode zur Veröffentlichung an, „welche alle schöne vorzügliche Werke“ seien, weshalb er keine Quartette mehr brauche.
Am 9. November 1822 bekam Beethoven vom russischen Fürsten Nikolai Borissowitsch Golizyn, einem begeisterten Cellisten, den Auftrag zur Komposition von ein bis drei neuen Quartetten. Möglicherweise wurde Golizyn dazu von Schuppanzigh ermutigt; Golizyn und Schuppanzigh hatten sich während dessen Russlandreise kennengelernt.
Zu den drei von Golizyn in Auftrag gegebenen und ihm gewidmeten Quartetten gehören neben dem Quartett Nr. 12 op. 127 (vollendet im Januar 1825) noch das Streichquartett Nr. 15 in a-Moll op. 132 (vollendet im Juli 1825) sowie Streichquartett Nr. 13 (B-Dur) op. 130 (vollendet im Januar 1826).
Am 25. Januar 1823 nahm Beethoven den Auftrag an, konnte aber erst im Mai 1824, nach Vollendung der „Neunten Sinfonie“, mit der Arbeit beginnen. Im März 1825 wurde mit op. 127 das erste der bestellten Quartette vollendet. Karl Holz, zweiter Violinist im Schuppanzigh-Quartett, berichtete im Jahr 1857: „Während des Komponierens der drei vom Fürsten Golizyn gewünschten Quartette op. 127, 130, 132 strömte aus der unerschöpflichen Fantasie Beethovens ein solcher Reichthum neuer Quartett-Ideen, daß er beinahe unwillkürlich noch das Cis-Moll- und F-Dur-Quartett schreiben mußte. ›Bester, mir ist schon wieder was eingefallen!‹ pflegte er scherzend und mit glänzenden Augen zu sagen, wenn wir spazieren gingen: dabei schrieb er einige Noten in sein Skizzenbüchlein (…) ›und an Fantasie fehlt’s, Gottlob, weniger als je zuvor!“
Nach Ablieferung der Quartette kam es wegen des Honorars zu Schwierigkeiten. Beethoven bestand darauf, dass die erste Zahlung in Höhe von 50 Dukaten für die Missa solemnis zu entrichten sei, da Fürst Golizyn auch eine Abschrift der Missa solemnis bestellt hatte, um sie in St. Petersburg aufführen zu können. Darauf wollte der Fürst anfangs jedoch nicht eingehen. Nach einer zusätzlichen Zahlung von 50 Dukaten für das Quartett blieben jedoch die 100 Dukaten für die beiden anderen Quartette aus. Im November 1826 gab der Fürst mit Verweis auf finanzielle Probleme und seine Teilnahme am Feldzug gegen Persien (1826–1828) das Versprechen, die Zahlung so bald wie möglich nachzuholen, was aber trotz eines Erinnerungsschreibens, das Beethoven am 21. März 1827, wenige Tage vor seinem Tod, an den Bankier des Fürsten richtete, nicht geschah. Anton Schindler sah sich veranlasst, in seiner 1840 erschienenen Beethoven-Biografie auf den Zahlungsverzug des Fürsten hinzuweisen. Eine erste Zahlung von 50 Dukaten an den Neffen Karl als Universalerben des Komponisten war erst im Jahr 1835 erfolgt; der Rest wurde nach weiteren 17 Jahren, allerdings ohne Verzugszinsen, ausbezahlt. Im Jahr 1858 erhielt Karls Sohn Ludwig van Beethoven junior vom Dirigenten und Komponisten Juri Nikolajewitsch Galitzin, dem Sohn des Fürsten, eine Zahlung in Höhe von 125 Dukaten „als Zeichen der Wertschätzung der russischen Musiker“ für den 1827 verstorbenen Komponisten.
Zu den späten Quartetten Beethovens ist zwar eine Fülle an Skizzen überliefert, nur dass die vielen hingekritzelten Notate derart schwer zu entziffern sind, dass Karl Holz sie als „Hieroglyphen“ charakterisierte, „wo kein Mensch draus klug wird. Das sind die Geheimnisse von Isis und Osiris.“
Die späten Quartette entstanden in folgender Reihenfolge:
- im Januar 1825: Streichquartett Nr. 12 Es Dur op. 127
- im Juli 1825: Streichquartett Nr. 15 in a-Moll op. 132
- im Januar 1826: Streichquartett Nr. 13 B-Dur op. 130 und die „Große Fuge“ op. 133 B-Dur
- im Juli 1826: Streichquartett Nr. 14 cis-Moll op. 131
- im Oktober 1826: Streichquartett Nr. 16 F-Dur op. 135

## Satzbezeichnungen
1. Maestoso – Allegro (Es-Dur)
2. Adagio ma non troppo e molto cantabile (As-Dur)
3. Scherzo. Vivace (Es-Dur)
4. Allegro (Es-Dur)

## Zur Musik
Die drei für Fürst Golizyn komponierten Quartette weisen eine Parallele zu den „Rasumowsky-Quartetten“ auf. In beiden Fällen steht das mittlere Quartett in einer Moll-Tonart, während die beiden anderen in Dur stehen („Rasumowsky-Quartette“: Nr. 7 in F-Dur, Nr. 8 in e-Moll, Nr. 9 in C-Dur; Golizyn-Quartette [deren Nummerierung nicht mit der Entstehungsreihenfolge übereinstimmt]: Nr. 12 in Es-Dur, Nr. 15 in a-moll, Nr. 13 in B-Dur).
Zeitweise erwog Beethoven eine sechssätzige Anlage des Quartetts mit einem langsamen Mittelsatz namens „La Gaieté“ sowie einem langsamen, das Finale einleitenden Satz.

### Erster Satz
Eingeleitet wird der erste Satz durch ein sechstaktiges Maestoso, das von einem 2/4-Takt und rhythmischen Sforzatostauungen gegen den Taktschwerpunkt geprägt ist. Dies ist die erste von drei Stellen innerhalb des Satzes, in denen das Maestoso erklingt, wobei es jedes Mal in einer anderen Tonart auftritt.
Dem Maestoso folgt das Hauptthema im 3/4-Takt, für das Beethoven die Vortragsangabe »teneramente, sempre p(iano) e dolce« vorsah. Nach einem „Skalenthema“ in Es-Dur folgt eine kurze Überleitung zum Seitenthema in g-moll. In der Exposition ähnelt das erste Thema dem dritten sowie das zweite dem vierten. Einige Beethoven-Forscher sehen das dritte Thema lediglich als „Gedanke[n]“, „Nebengedanke[n]“, „Anhang“ beziehungsweise als „zehn weitere Takte[n]“.
Eine Wiederholung des Maestosos markiert das Ende der Exposition und leitet zur Durchführung über. In der Durchführung erscheinen die beiden ersten Takte des Hauptthemas in allen Instrumenten. Innerhalb der Durchführung erklingt das Maestoso bei deren Wende nach C-Dur.
In der Reprise erklingt das Hauptthema des Satzes – mit leichten Veränderungen – erneut, diesmal aber ohne Maestoso; mit seinen insgesamt 74 Takten gleicht das Hauptthema diesmal die fehlenden sechs Takte des Maestoso aus.
Der restliche Verlauf des Satzes entwickelt sich zu einer Art „Gesang“, der, wie Beethoven dem Fürsten Golizyn schrieb, „allzeit verdient allem übrigen vorgezogen zu werden“.

### Zweiter Satz
Der zweite Satz ist ein Variationensatz. Joseph Kerman verglich ihn mit dem vierten Satz (welcher ebenfalls ein Variationensatz ist) aus Beethovens Streichquartett Nr. 14 cis-Moll op. 131 in Anspielung an die Schwestern aus Wolfgang Amadeus Mozarts Oper „Così fan tutte“, wobei das Adagio aus op. 131 “a younger sister, less soul-ful and serious-minded. She is Dorabella rather than Fiordiligi”. sei.
Das Thema des Satzes ist von Tonleiter- und Dreiklangselementen geprägt. Ein Dominantseptakkord steigt vom Violoncello aus zur 1. Violine auf und leitet dann zur Haupttonart As-Dur über. Wilhelm von Lenz schrieb im Jahre 1860 über die Einleitung dieses Satzes: „Dieser Anfang, eine Treppe zwischen Himmel und Erde, auf der die Geister der geläutertsten Kunstideen auf und niedersteigen“. Im Verlauf des Satzes folgen fünf Variationen dieses Themas.
Die erste Variation behält Tonart, Tempo und Taktart bei, intensiviert aber durch Sechzehntel und Synkopierungen den Themenrhythmus; alle Instrumente sind gleichermaßen involviert.
In der zweiten Variationen führen beide Violinen einen Dialog; Sechzehntelpausen und Intervallsprünge verleihen dieser Variation einen tänzerischen Charakter.
Die dritte Variation ist ein Adagio molto espressivo in feierlichem E-Dur.
Die vierte Variation hat die Funktion einer Reprise und greift fast unverändert das Thema des Satzes wieder auf. Über die vierte Variation schrieb Wilhelm von Lenz: „Der Schmetterling entschwebt im Stilljubel des Geistes seiner mystischen Verpuppung“.
Die fünfte Variation führte zu Diskussionen unter den Interpreten, ob sie als Variation (Arnold Werner-Jensen) oder als Coda (Walter Riezler) aufzufassen ist, und ob sie überhaupt die letzte Variation des Satzes ist. Sie pendelt zwischen As-Dur und E-Dur.
Genauso wie in Beethovens Streichquartett Nr. 10 Es-Dur op. 74, dem „Harfenquartett“ sind auch hier die Variationen in der Partitur nicht durchnummeriert. Dasselbe trifft auch für die Variationen in den langsamen Sätzen von op. 131, op. 132 sowie op. 135 zu. Über Beethovens späte Variationen schrieb der US-amerikanische Musiktheoretiker Charles Rosen, sie vermittelten „weniger den Eindruck, daß sie ein Thema ausschmücken, als daß sie seine Essenz entdecken“.
Der gesamte zweite Satz von op. 127 stieß bei Interpreten auf einhellige Begeisterung. So staunte im Jahr 1936 Walter Riezler über „die erhabene Ruhe des Satzes“, während Joseph Kerman 1967 das Thema des Satzes als „a famous miracle of beauty“ bezeichnete und den gesamten Satz als „the most sensuously beautiful movement Beethoven ever wrote“. Harry Goldschmidt beschrieb 1975 den Satz als „Zustand vollkommener elysischer Ruhe“, während Hugo Riemann im Jahr 1903 schrieb: „Vier Takte Schlussbestätigung […] schließen einen Satz ab, über dessen wunderbare Schöhnheit es keiner Worte bedarf“.

### Dritter Satz
Als einziger Satz innerhalb der „späten Quartette“ trägt der dritte Satz die Bezeichnung „Scherzo“. Trotz des Gegensatzes zwischen den geschwungenen Bögen des zweiten Satzes und den eintaktigen Elementen und dem punktierten Rhythmus dieses dritten Satzes basiert das Thema dieses Scherzos auf dem Adagio. Der erste Teil des Scherzos enthält das Thema als Fuge; während sein zweiter Teil eine ausführliche Durchführung darstellt. In der in Es-Dur stehenden Reprise wird das Thema ausgiebig variiert. Das Trio des Satzes parodiert einen Tanzsatz und wechselt zwischen Dur und Moll. Ein Scherzo-da-capo endet überraschend nach zwölf Takten; der Satz endet mit einer kurzen Coda.

### Vierter Satz
Der als Sonatenrondo konzipierte vierte Satz greift die lyrische Stimmung der beiden Sätze wieder auf. Die Exposition wird von einem viertaktigen Unisono eingeleitet. Das erste Hauptthema mit einer asymmetrischen achttaktigen Periode geht direkt in das zweite Hauptthema über, das durch Zweitaktbildungen, Verzierungen und dynamische Gegensätze geprägt ist. Eine Überleitung kündigt die beiden Seitenthemen an, die ähnlich einem Kinderlied gehalten sind. Die Durchführung kombiniert ausführlich die Themen des vierten Satzes und wiederholt in einer 32-taktigen Reprise ein Drittel der Exposition. In der Reprise fehlt die Überleitung, so dass sich die Kantabilität des ersten Hauptthemas zu einer volkstümlichen Derbheit steigert. Eine ausführliche, im Allegro comodo stehende Coda führt den lyrischen Duktus des Satzes zu einem Höhepunkt.
Kurzfristig hatte Beethoven erwogen, dem Finale ein E-Dur-Adagio voranzusetzen. Dieses E-Dur-Adagio hätte thematisch mit dem Es-Dur-Adagio verbunden sein sollen, während das Finale einen thematischen Bezug zum Kopfsatz enthalten hätte.

## Wirkung
Das Streichquartett Nr. 12 wurde am 6. März 1825 vom Schuppanzigh-Quartett in Wien uraufgeführt. Ignaz Schuppanzigh hatte mit seinem Ensemble u. a. auch Beethovens Rasumowsky-Quartette uraufgeführt, so dass der Musikkritiker Eduard Hanslick das Schuppanzigh-Quartett als Beethovens eigentliches Quartett bezeichnete: „Er [Beethoven] konnte seine schwierigsten, letzten Quartette, die den Hörern und Spielern unserer Tage noch so vieles aufzulösen geben, mit Beruhigung Schuppanzigh anvertrauen.“ So zerstreute Schuppanzigh auch Beethovens Sorgen wegen eines möglichen Misserfolgs des Quartetts: „Mach er sich nichts draus, das ist eine kleine Anzahl Esel, die sich lächerlich machen – Scheiß er sie voll.“
Nach 14 Jahren Pause in der Quartettkomposition war Beethoven der Erfolg von op. 127 so wichtig, dass er die Musiker des Schuppanzigh-Quartetts durch Unterschreiben einer schriftlichen Erklärung zu Höchstleistungen verpflichtete: „Beste! Es wird Jedem hiemit das Seinige gegeben, und wird hiemit in Pflicht genommen, und zwar so, daß man sich anheischig mache, bey Ehre sich auf das beste zu verhalten, auszuzeichnen, und gegenseitig zuvor zu thun.“
Bereits vor der Uraufführung kam es zu Unstimmigkeiten zwischen den Musikern, weil Beethoven das Quartett sowohl Schuppanzigh zur Uraufführung versprochen hatte sowie auch dem Cellisten des Schuppanzigh-Quartetts, Joseph Linke, für eine eigene Aufführung. Es kam jedoch zur Aufführung durch Schuppanzigh, da diese bereits in der Presse bekannt gemacht worden war. Die Missstimmungen unter den Quartett-Mitgliedern wurden noch durch Intrigen von Beethovens Neffen Karl und Beethovens Bruder Johann gegen Schuppanzigh verschärft; hinzu kam, dass sich die bis dahin übliche Probezeit für ein neues Quartett von acht bis 13 Tagen für Beethovens anspruchsvolles op. 127 als unzureichend erwies.
So missglückte die Uraufführung des Streichquartetts wegen deren ungenügender Vorbereitung durch das Schuppanzigh-Quartett. Neffe Karl berichtete seinem Onkel von „viele[n] Störungen“ während der Uraufführung: „Erstlich gings nicht recht zusammen, dann sprang dem Schuppanzigh eine Saite, was auch viel beytrug, da er nicht einmahl eine 2te Violine bey der Hand hatte“, während Schindler schrieb:

„Die erste Production des ersten dieser Quartette in Es dur, durch Schuppanzigh und Genossen, hatte, wie vorher bemerkt, im Monat März, 1825 statt, mißglückte aber fast vollständig, so daß das mit hoher Spannung gekommene Auditorium ziemlich verduzt den Saal verließ. Man frug sich gegenseitig, was man denn eigentlich gehört habe. […] Die Ursache des Mißlingens wollte man allein in Schuppanzigh finden, den man zu correcter Ausführung, wie auch zu geistiger Auffassung der schwierigen Aufgabe nicht mehr für fähig erklärt hatte. Es kam darum zwischen ihm und dem Komponisten zu bitteren Expectorationen.“

Schuppanzigh selbst äußerte gegenüber Beethoven: „Es ist wahr, daß wir es zu bald (zu früh) gemacht haben und es nicht so gegangen ist, wie es seyn sollte, jedoch hat es nicht an mir allein gefehlt, sondern an uns allen 4“. Durch die missglückte Aufführung trübte sich das Verhältnis zwischen Beethoven und Schuppanzigh. Schuppanzigh selbst fühlte sich von den Mitgliedern seines Quartetts ungerecht behandelt, der wie Beethovens Neffe Karl berichtet, nicht geglaubt hätte, „daß sie ihm das anthun würden“. Hinzu kam, dass Joseph Linke Schuppanzigh nicht in der Lage sah, mit Beethovens schwersten Quartetten umzugehen und das Schuppanzigh-Quartett auf Beethovens Wunsch hin das op. 127 am 23. März 1825 unter der Leitung von Joseph Böhm, dem ersten Violinisten des Schuppanzigh-Quartetts und Leiter der Violinklasse am Konservatorium, aufführte.
Auch in dieser Phase äußerte sich einmal mehr Beethovens Taubheit, wie sich bei einer Probe für die Neuaufführung zeigte. Joseph Böhm berichtete später, wie Beethovens Augen aufmerksam den Bögen der Instrumente folgten, wodurch dieser „die kleinsten Schwankungen im Tempo oder Rhythmus zu beurteilen“ wusste. Als Böhm riet, das »molto vivace« in der Coda des Finalsatzes zu streichen, beobachtete Beethoven „in der Ecke kauernd“ einen weiteren Probelauf der Instrumente und strich mit dem lakonischen Kommentar „Kann so bleiben“ das »molto vivace« aus der Partitur und änderte es in ein »Allegro con moto«.
Zwar war Böhm ein besserer Violinist als Schuppanzigh und seine Musiker durch Schuppanzighs Aufführung bereits etwas mit dem Werk vertraut; dennoch schrieb Anton Schindler über Böhms Aufführung eher skeptisch:

„J. Böhm, mehr Concert- als Quartettspieler, sonach in Überwindung technischer Schwierigkeiten Virtuos, erreichte mit dem Werke allerdings einen besseren Erfolg; dessen unerachtet wollte sich das tiefe Dunkel in einigen Sätzen nicht erhellen. Der Componist aber wurde leider von einem vollständigen Siege benachrichtigt, als sey das Werk nun Allen so klar erschienen, wie jedes der älteren dieser Gattung.“

Dennoch stieß das Quartett bei dieser Aufführung auf positive Resonanz und wurde bis Januar 1828 mindestens elfmal aufgeführt, und zwar von Joseph Böhm, Joseph Mayseder sowie Ferdinand Piringer. Von letzterem berichtet Karl Holz: „Bey Piringer wird jetzt schon fleißig das erste Quartett (op. 127) gemacht; es sind aber immer ihrer 5 dabey; einer muß Takt geben“.
Von diesen Aufführungen wurden ab September 1825 sieben von Schuppanzigh bestritten, mit dem Beethoven sich in der Zwischenzeit versöhnt hatte. Im Zusammenhang mit einer Neuaufführung durch Schuppanzigh berichtete Karl Holz dem Komponisten: „Wir haben heute Probe gehabt; Mylord spielte das Quartett heute schon vortrefflich; wenn es morgen so geht, (und wir halten noch eine Probe) so hat man es nicht besser gehört. Er muß zu Hause ungewöhnlich geübt haben“.
Ende des 19. Jahrhunderts kam es zu Problemen in der Rezeption der späten Quartette Beethovens, während derer sie auch von Musikern wie Pjotr Iljitsch Tschaikowski kritisiert wurden.
Heute ist das Autograph auf mehrere Orte verteilt: Während die ersten beiden Sätze in der Krakauer Biblioteka Jagiellońska aufbewahrt werden, befindet sich der dritte Satz in der Stiftelsen Musikkulturens Stockholm und der vierte Satz im Beethoven-Haus in Bonn.